# Sao
Sao (en grec antic Σαώ) va ser una de les cinquanta Nereides, filla de Nereu, un déu marí fill de Pontos, i de Doris, una nimfa filla d'Oceà i de Tetis. Tenia un únic germà, Nèrites.
La citen Hesíode i Apol·lodor a les seves llistes de nereides. Era la nereida del «pas segur», i la que ajudava al rescat dels mariners.
Va donar nom a Sao, un dels satèl·lits de Neptú, que acostumen a portar noms de nereides.